# Военноукрепително дело в българските земи
Военноукрепителното дело в български земи се заражда още в античността. След завоюване на Балканите от римляните на територията на бъдещата средновековна българска държава са изградени мощни крепости свързани с удобни пътища, които стават опора на римската власт по българските земи.

## Военноукрепителна дейност на Римската империя
Съществено крепостно строителство в българските земи осъществява император Юстиниан I, който подига и поправя около 600 крепости в земите на Балканския полуостров. По време на нашествията на хуни, готи, авари, прабългари, славяни и други народи са завладени или разрушени голяма част от тях.

## Военноукрепителна дейност на Първото българско царство
След образуването на Дунавска България, са построени нови крепости и фортификации а голяма част от заварените изоставени крепости и други отбранителни съоръжения са възстановени, преустроени са за отбрана и усилени с допълнителни укрепителни съоръжения за нуждите на новата държава. След покръстването настъпват промени и във военното строителство. Земленото укрепяване е изоставено и се разпространява нов тип – каменно. Част от крепостите са издигнати в райони, охранявани преди това от землени лагери – по трасето на главните пътища, брега на Дунав, черноморското крайбрежие и др. или са построени изцяло от българите върху останките на стари римо-византийски укрепления като Капидава (Северна Добруджа), Дионисопол (Балчик), Абритус (Разград) и др., а в някои случаи като крепостта Хума, наподобяват землен вал, облицован с камък.
Укрепителни валове и структури. Те биват: валови лагери и крепости, отбранителни валове и погранични валове. Валът се състои от изкопан дълбок траншеен ров и стръмен висок насип зад него с или без берма, а на уязвими за отбрана места с „честокол“ (палисада – стена от набити свързани и заострени в горния край дървени трупи). Обща ширина варира от 10 до 40 м в зависимост от стратегическото си предназначение. Ширината на изкопа и насипа обикновено са в съотношение близко до 1:1, дълбочината на изкопа е до около 3 м., а височината на насипа 3 – 4 м Изброените структури са най-характерният тип български укрепления, толкова мащабно и цялостно прилаган в първите векове на държавно съществуване, че за епохата представляват съществена характеристика и отличителен белег на българската фортификация.
Българите, особено в силно застрашения от опасния им враг хазарите, а и от авари, по-късно маджари и др. племена, район на държавата между Дунав, Карпатите и Днепър, грижливо изграждат своята разгърната укрепителна система от земни валове от които най-значими и доказано български с археологическите и исторически научни публикации са: „Северният бесарабски вал“, "Южният бесарабски вал (дълъг 126 км и широк от 31 до 41 м) с Валът (дълъг 27 км и широк 41 м) на Укрепения лагер при дн. Галац, „Северната Новаковата блазда“ дълга 300 км, по всеки от които в различните години минава държавната граница на България, зад нея е втората отбраниетелна линия от българските валове на южния дунавски бряг и „Южната Новакова бразда“ пред северния (т.н. Сюдика, която единствено не е масово обявявана за „римска“ от румънците), в тази система не е включен старият римски вал по някогашния трансилвански лимес от Карпатите до Дунав при остров Белене пресечен ортогонално от Южната Новакова бразда, защото границата на държавата е далеч на запад, а южно от Дунав българските валове продължават да се строят, там са: Укрепената линия при Тутракан, Вала при Белене, Островския дълъг вал срещу о-в Попадия и по р. Искър, Хайрединския вал от Дунав по р. Огоста и Вала при Лом. Забележителна е Северна Добруджа, в тази област на държавата българите строят мащабния Укрепен район при дн. с. Никулицел (Никулица) и известната укрепителна линия на „Българския каменен вал“ като подновяват, устройват с новоизграден ров и обръщат на юг срещу неприятеля заварените полуразрушени там при него „Голям землен вал“, и по-стария от последния „Малък землен вал“, където също първоначално минава границата, но тук тя е с Византия, а с отместването ѝ на юг са построени още многобройни български валове: най-малко 5 валове по черноморското крайбрежие, крепостта на езерния остров при Дуранкулак, обширното укрепено с валове прабългарско селище на високия бряг при Балчик и др. защитаващи граничния бряг от вражески десант и още поне 14 вала от нос Емине до прохода Витиня пазещи границата по Стара планина, а новата такава в Тракия е поверена на внушителното българско отбранително съоръжение – вала на т.нар. „Еркесия“. Мащабни са валовете на Укрепеният район столицата Плиска.
Въобще валовата укрепителна система е основната характеристика в отбраната на Първото българско царство. и съществен негов белег. Трябва да се подчертае, предвид появяващите се спекулации, че изявените учени работещи по темата, като британските проф. Джон Бейгнал Бъри и проф. Стивън Рънсиман, унгарския проф. Геза Фехер, румънския проф. Петре Дякону(относно най-значимите обекти), чешкия акад. Карел Шкорпил, българските: проф. Васил Златарски, проф. Рашо Рашев, проф. Станчо Ваклинов, проф. Петър Петров, проф. Петър Коледаров, д-р Деян Рабовянов, Йордан Венедиков, компетентните авторитети от Българската академия на науките и пр. най-сериозни световни и български учени определят, че фортификационните съоръжения издигнати в региона са старобългарски, но това не спира пропагандните румънски, съветски и пр. тенденциозни твърдения, че всички валове и стари обекти в Добруджа, Влашко и Бесарабия, дори лагера на Аспарух при Онгъла (с площ 48 кв. км) били „римски“, „готски“ и всякакви други за да се прикрие българската им принадлежност щом не са в днешните граници на България, спестявайки, че те са същите като тези в границите на днешна България и принадлежат на единната отбранителна система на ранно средновековната българска държава, а укрепени точно в своя Онгъл българите разбиват Източната римска империя и я принуждават с подписването на мирния договор в Одесос в 681 да признае държавността им.
Крепости и укрепления. Българската територия е покрита с мрежа от крепости, като в граничните се области формират укрепени райони, а комуникационните пътица се контролират от охраняеми полоси.
На Адриатическо море и недалеч от него са крепостите: Главиница, Белгард на Осум (дн. Берат), Копринища, Черник, Канина и пр.
В западния край на държавата българите имат своите силни крепости: Рас, Йегуновце, Браничево, Срем, Липлян, Велико градище, Ковин, Ченад (Cenadu Vechi, Marosvár) и пр.
В северната част на държавата (днешните Хърватия, Унгария, Словакия, Украйна, Молдова) България се защитава от крепостите: Черниград на Тиса, Оппар (на който и до днес е запазено земленото укрепление), Солниград, Пеща (Будапеща), Вац, Новград, Шарвар (землена крепост -дн. Дьондьош), Шарад, (Егер), Соболч, Борсово, Хуст, Мункач, Землен (дн. гр. Земплин в Словакия), Хунград (дн. гр. Ужгород в Украйна), Берегово, Вишково, Черноград на Прут, Кракнакате, дн. Калфа, дн. Татарбунар, Белград на Днестър, срещу него през залива е Черниград на Днестър (наречен по-късно Маврокастро и днес Овидиопол) и т.н.
В Трансилвания и Влашко са крепостите: Заслон (Слон), Желиград, Белград на Муреш (също Бълград, Болгарфейервар или Алба Юлия), Салник, Дъбика, Бихар, и пр.
Във вътрешнте български области – бившите римски провинции Мизия, Тракия и Македония, т.е. от Девол в албанските днес планини до Тулица (Тулча) и Малък Преслав в делтата на Дунав и от река Сава и Белград на Дунав (дн. столица на Сърбия) до Мидия на Черно море и Филипи на Бяло, българската държава развръща като мрежова система и за контрол на комуникациите стотици укрепления и крепости. Например цяла Добруджа е оградена с венец от верига крепости по дунавдсия бряг сред които изпъкват: Ряхово, Тмутаракан (Тутракан), Дръстър (Силистра), владетелският Островен пристанищно-крепостен комплекс (Пек или Слънчев пек ако се разтълкува овлашеното име на острова Păcuiul lui Soare), следват Расово, Хиног (Черна вода), Капидава, Хърсово, Остров, Иглица, Вичина (Мачин), Гарван, Тулица (Тулча), Облучица (Исакча), Малки Преслав и пр.
Летописни сведения. Това колосолно строителство се е запечатало дълбоко в народната памет на средновековните българи и за него Българският анонимен летопис свидетелства за времето на Аспарух и Тервел: 2. ... иди на запад от най-горните страни на Рим, отлъчи третата част от куманите, наречени българи, и насели земята Карвунска, която опразниха римляни и елини.” Тогава аз, братя ... населих земята Карвунска, наречена българска; беше опустяла от елини за 130 години. И населих я с множество люде от Дунава до морето, ...И този цар, прочее, насели села и градове. Няколко време тези люде бяха езичници. И този цар сътвори сто могили (землени крепости) в земята българска. 3. И тогава след него се намери друг цар в българската земя, детище, носено в кошница 3 години, на което се даде име Испор (Аспарух) цар, той прие българското царство. И този цар създаде велики градове: на Дунава Дръстър град (явно опустелия и рушащ се Доросторум); създаде и велик презид от Дунава до морето. Той създаде и Плиска град. ...Този цар насели цялата Карвунска земя, ...." така, че не само археологическите находки на българска керамика останала от обитаването и всякакви предмети, заедно с древната засвидетелствана традиция да строят валове с които да ограждат територията си, доказват какво са правили българите, но и летописците пишат за него, а ал-Масуди, ни е оставил следното свидетелство: „Страната на българите е обградена с ограда ... тази ограда е подобна на стена край ров.“ и така укрепените граници се пазят свирепо дори в мирно време – Всякога пазачи бдели на границата и ако роб или свободен успеел да избяга по някакъв начин, то незабавно вместо него се избивали пазачите.

## Типологична класификация

### Каменоземлено военноукрепително строителство
В периода VII/VIII – IX/X век е характерно изграждането на укрепления с общодържавно значение – внушителни земни валове, включени в система за защита на държавните граници, част от които служат за защита на важни в стратегическо отношение райони на страната. През този период се изграждат укрепени лагери и селища в предимно равнинни райони.

### Каменно военноукрепително строителство
Каменното строителство е характерно за периода непосредствено преди падане на България под византийска власт, до падането на страната под османско владичество. През този период се изграждат крепости в по-ограничен размер /до 15 – 20 декара площ/ на труднодостъпни места, обикновено скалисти хълмове – виж Търновград. Същевременно старите крепости са преустроени.
В резултат на усиленото крепостно строителство по време на Втората българска държава, броя на крепостите в българските земи надхвърля 2000. При изграждането им, се съблюдава правилото, съседните крепости да са отдалечени на не повече от 10 – 15 км, като между тях има визуална връзка с възможност за предаване на сигнали.

### Военноукрепителни системи
По време на Първата и Втората българска държава, военноукрепителното строителство е подчинено на общ стратегическо-фортификационен замисъл. Отделните крепости са включени в укрепителни системи, всяка една от които има конкретно стратегическо предназначение.
Укрепените системи от фортификационни съоръжения са свързани в единен фортификационно-стратегически замисъл, разположени са в една географска област, и са предназначени да осигурят нейната отбрана. Съществуват и комплексни укрепителни системи които включват две или повече укрепителни системи свързани в общ фортификационно-стратегически замисъл, които са предназначени да осигурят отбраната на цялата държава или на важни и големи области от нейната територия.
През средновековието в българските земи са съществували (наследени изцяло от римско време са Дунавската /виж Дунавски лимес/ и Черноморската укрепителни системи) или са изградени следните укрепителни системи:
1. Дунавска укрепителна система
2. Укрепителна система в Бесарабия и Влашко
3. Черноморска укрепителна система
4. Мизийско-добруджанска укрепителна система
5. Старопланинска укрепителна система
6. Средногорска укрепителна система
7. Средецко-самоковска укрепителна система
8. Струмска укрепителна система
9. Местенска укрепителна система
10. Родопска укрепителна система
11. Сакарска укрепителна система
12. Маришка укрепителна система (Маричка укрепителна система)
13. Тунджанска укрепителна система
14. Странджанска укрепителна система
15. Моравска укрепителна система
16. Вардарска укрепителна система
17. Пелагонийско-бистришка укрепителна система
18. Арбанашка укрепителна система
19. Беломорска укрепителна система
20. Дакийска укрепителна система
21. Карпатска укрепителна система
22. Трансилванска укрепителна система

Към средата на XIII век, във връзка със задълбочаване процесите на феодална раздробеност и сепаратизъм в българските земи (настъпили основно под влияние на привнесените от Западна Европа обществено-икономически и политически отношения след превземане на Константинопол (1204)), постепенно укрепителните съоръжения започват да губят своята роля и значение. След този период се обособяват редица полузависими и независими владетели, първите от които са Иванко, Добромир Хриз, Стрез, а после Войсил, Алдимир и т.н.
Процеса на феодална разпокъсаност и сепаратизъм се задълбочава през XIV век, като последователно в българските земи се формират още две царства – Видинско и Душаново царство. Военната история на последното е проучвана основно от сръбската историография. Непосредствено преди завоюването на българските земи от османските турци, съществуват и много самостоятелни деспотства, княжества и владения като това на Момчил, Добруджанското деспотство, Велбъждското деспотство, владенията на крал Вълкашин и деспот Углеша прераснали в Македония в Прилепско кралство на техния наследник Крали Марко и т.н., включително и тези в западните български земи обхващащи български и сръбски земи.

## Фортификационни съоръжения в средновековната българска държава

### Валове
Височината на земните насипи на валовете сега достига до 4 м, а ширината в основата им е средно 10 – 15 м. Формата им най-често е трапецовидна. Изграждани са от строителни почви, намиращи се в непосредствена близост с тяхното трасе. По-голямата част от валовете попадат в льосовата провинция на Долния Дунав, където праховият льос и льосовидните седименти са тяхната среда и основен градивен материал. Покрай Черно море насипите са направени от глинест пясък и пясък от плажовата ивица, в планинските райони – от грубозърнести делувиални отложения, а в равнините извън льосовата област – от пръст с речен и езерен произход. Пред земния насип се намира изкопът, от който е вземана почвата за изграждането му и който е неделима част от фортификационното съоръжение. Наблюденията и специално извършените измервания показват, че подобно на античните и други средновековни насипи при изграждане на старобългарските валове е използвано уплътняване на почвата. С най-много данни в това отношение се разполага за защитния вал около Плиска, който е дълъг около 20 км. Строителството на вала е започнало с изграждане на добре уплътнен пионерен насип с височина 0,8 – 1,2 м и с откоси 1:2, който в разреза се откроява с по-тъмния си цвят, защото е направен от съвременната почва. След това от глинестия льос, който се разкрива в изкопа пред вала, са изграждани останалите слоеве на насипа. Слоевете имат дебелина 20 – 30 см и носят очевидни белези на уплътняване. Плътността на сухата маса в тях се изменя между 1,50 и 1,70 г/см3 и е по-висока от плътността на естествената почва, която е под 1,45 г/см3. Максималната плътност на сухата маса на разглеждания льос, определена по съвременната методика за насипни съоръжения, е 1,70 – 1,75 г/см3. Възможностите на уплътняването с ръчни трамбовки, което навярно е използвано, не са позволили да се получи равномерна плътност, както на отделните слоеве, така и на целия насип, но въпреки това то е увеличило устойчивостта на насипа. По лабораторни данни неговият компресионен модул е 10 МРа, а модулът на обща деформация възлиза на около 20 МРа, което е една доста висока стойност. Освен валовете около Плиска белези на уплътняване носят и всички други старобългарски валове, изградени от льосови и глинести почви.
При наличие на недостатъчно здрава основа са използвани различни начини за укрепване на основата на насипа. Чимовото ядро и останалата част на насипа на укреплението при Дунавец са изградени върху добре уплътнен изравнителен слой от льос, разстлан върху съвременната почва. Част от насипа в Попина има за основа слой от льос, примесен с дребни камъни, а в друга част чимовото ядро е изградено върху уплътнен слой от местната почва. Участъци от Аспаруховия вал край Варна са построени върху слой от едри камъни, счупени керемиди и тухли, които произлизат от разположени наблизо антични сгради. Около вала и понастоящем се наблюдават заблатявания и очевидно това „заскаляване“ е правено за тяхното преодоляване. Без него е било невъзможно разстилането и уплътняването на първите слоеве на насипа. Особени грижи древните български строители са полагали за укрепване на тялото на насипа. При някои от валовете е изграждан зид под най-високата, т.е най-напрегнатата му част. При Аспаруховия вал, при вала в Шкорпиловци, земления лагер Делул кале при с. Касапкьой в Северна Добруджа зидът е каменен, със суха зидария или с глинест разтвор, има височина до 2,20 м и ширина до 4 м. Когато в околността на вала няма каменен материал, е изграждан зид от добре подредени чимове. Такъв е случаят при укреплението Нова Черна до Тутракан, при валовете в Дунавец и Попина.
Каменните зидове повишават устойчивостта на насипа при неблагоприятни инженерно-геоложки условия. При Аспаруховия вал зидът от суха каменна зидария е изграждан в заблатените участъци. В Шкорпиловци той е построен на ръба на морската тераса, за да предпази земния насип от свличане по посока на стръмния склон. Когато насипът е изграждан от несвързани или слабо свързани почви, той е укрепван чрез смесване на отделните слоеве с едри камъни, счукани тухли и други строителни отпадъци. Такъв е случаят с валовете по Черноморието (Аспаруховия вал, валовете при Кранево, Камчия и Обзор) и при някои валове от льос във вътрешността (при външната защитна линия на Никулицелския лагер, при с. Гиздорещи в Северна Добруджа и др.). При едни валове армиращият каменен материал е разхвърлян безразборно, но при други е разположен на хоризонтални ивици, например при вала в Камчийската планина. При т. нар. Голямо кале на Никулицелския лагер хоризонталните слоеве са от преупотребени тухли.
При отбранителните валове по черноморския бряг, изградени от пясък и глинест пясък, е прилагано задравяване с преупотребен хоросан. Тук не се касае за използване на естествено получената смес на местната почва с хоросана в руините на крепостите и селищата, защото хоросанът е пренасян до няколко километра, за да бъде добавен равномерно към слоеве на насипа. В резултат тези слоеве са получили значителна якост и водоустойчивост. Изрязаните от тях подобни тела с размери 10x10x10 см престояват 8 часа във вода, без да се разпаднат, докато пробните тела от слоевете неомесени с хоросан се разпадат за две минути. Средната якост на натиск от пробите от заздравените слоеве е 4Ра т.е. около 4 тона на един метър квадратен. Това е доста голяма якост, която не само е запазила валовете от разрушаване, но е дала възможност те да се използват за пътища, позволяващи бързо придвижване на отбранителните отряди. Заздравяване на глинести почви с гасена и негасена вар се използва и в наше време, като заздравяващият ефект се обяснява с химическото взаимо-твие на варта с повърхността на фините алумосиликатни частици от почвата по пътя на т.нар. пуцоланови реакции. Не би трябвало да се очаква, че преупотребения хоросан притежава такъв заздравяващ ефект. Въпреки товатрябва да се има предвид сравнително добрата якост на сместа на местната почва с хоросана от римските и средновековни руини. Тази смес държи вертикален откос на дълбоките изкопи при археологическите разкопки и има видимо по-добра устойчивост от околната естествена почва. Това ни кара да приемем, че макар и бавно, след продължително време в нея са настъпили някакви химически реакции, подобни на тези в смесите на глина и вар. Това биха могли да бъдат и физико-химични процеси на взаимодействие на калциевите катиони от хоросана с глинестите минерали, което също води до известно повишаване на якостта.
При някои от валовете е използвана комбинация от описаните методи. Например в долната част на Аспаруховия вал над твърдото ядро от уплътнен сиво-чер глинест пясък или каменна зидария е насипван пясък или глинест пясък, смесен с неголямо количество каменно-тухлени примеси. Горната част от насипа се състои от непрекъснато покритие от глинест пясък, смесен с хоросан и голямо количество камъни и счупени тухли.
Допреди стотина години, по времето на Шкорпил, старобългарските валове са били в сравнително добро състояние. Наличната от това време информация и данните от сравнително добре запазени валове до втората половина на миналия век позволяват да се направи заключение, че те са изградени с подходящи откоси, съобразени с вида на почвата. Средната стойност на наклона на откосите при изследваните насипи в льосовите почви е 1:2,75, но се предполага, че първоначалният наклон е бил малко по-стръмен, примерно 1:2,5. При сегашното строителство на насипи от льос, според състоянието на почвата и височината на съоръжението, се препоръчва сухият откос да има наклон от 1:1,5 до 1:3, т.е. откосите на валовете попадат в тези граници.
За да се запазят валовете повече от хиляда години, освен подходящият наклон са допринесли и различните методи за укрепване на откосите. Предназначението на насипите е изисквало предният им откос да бъде по-стръмен, за което при по-дребнозърнести почви е използвана подпорна стена. В северната част на вала около Плиска тази стена е висока около 1 м и се състои от няколко реда камъни на суха зидария. При вала в Стърмен под короната е изградено чимово ядро, защитено от предната част към изкопа със стена висока 3 т и широка 1,2 т. Стената е фундирана на дълбочина 0,5 т върху добре уплътнен льос. Стена от зидан камък се среща при вала Еркесия в Ямболско, при с. Попина, Силистренско, и др.
Предполага се, че големият каменен вал в Северна Добруджа, от който са останали най-долната му част и основата (стени от дялани камъни, между които е нахвърлян ломен камък на хоросанов разтвор) с ширина 1,8 – 2 м, е поддържал насип, висок 6 – 8 т, със стръмни откоси и дължина 59 км. С разрушаването на каменния зид насипът се е свлякъл и впоследствие се е изравнил с терена. Ако това предположение се докаже, това ще бъде най-големият земен насип за онези времена с подпорна стена.
При някои от валовете в долния край на насипа е правено „заскаляване“ от камъни, глинест трошляк, счупени тухли и др. Размиването на долната част на откоса е една от основните причини за нарушаване на неговата устойчивост, явление, което древните български строители не само добре са познавали, но са вземали мерки за неговото предотвратяване. Друг начин, използван със същата цел, е оставянето на берма между насипа и изкопа пред него или между насипа и стръмния склон.
Представлява интерес да се знае колко време е било необходимо за изграждане на тези съоръжения. На основата на съвременните сметни норми, при допущане, че почвата е пренасяна ръчно, че поне половината от слоевете са уплътнени с ръчни трамбовки и че са извършени укрепвания на откоса, се установи, че за построяването на 20 км вал около Плиска са били необходими около 3 месеца и половина работа на 10 000 души при 10-часов работен ден.